# Caryville (Tennessee)
Caryville es un pueblo ubicado en el condado de Campbell en el estado estadounidense de Tennessee. En el Censo de 2010 tenía una población de 2.297 habitantes y una densidad poblacional de 164,24 personas por km².

## Geografía
Caryville se encuentra ubicado en las coordenadas 36°19′33″N 84°13′1″O / 36.32583, -84.21694. Según la Oficina del Censo de los Estados Unidos, Caryville tiene una superficie total de 13.99 km², de la cual 13.35 km² corresponden a tierra firme y (4.57%) 0.64 km² es agua.

## Demografía
Según el censo de 2010, había 2.297 personas residiendo en Caryville. La densidad de población era de 164,24 hab./km². De los 2.297 habitantes, Caryville estaba compuesto por el 97.69% blancos, el 0% eran afroamericanos, el 0.35% eran amerindios, el 0.3% eran asiáticos, el 0% eran isleños del Pacífico, el 0.83% eran de otras razas y el 0.83% pertenecían a dos o más razas. Del total de la población el 1.83% eran hispanos o latinos de cualquier raza.